# San Rafael
San Rafael là một khu tự quản thuộc tỉnh Antioquia, Colombia. Thủ phủ của khu tự quản San Rafael đóng tại San Rafael Khu tự quản San Rafael có diện tích 362 ki lô mét vuông. Đến thời điểm ngày 28 tháng 5 năm 2005, khu tự quản San Rafael có dân số 17389 người.